# Grelina
Grelina – 28-aminokwasowy hormon peptydowy, zidentyfikowany w żołądku szczura jako endogenny ligand dla receptora uwalniającego hormon wzrostu. Grelina wydzielana jest w czasie głodzenia się, z komórek enteroendokrynnych typu A żołądka. Zawiera n-oktaacylową modyfikację na serynie w pozycji trzeciej, która jest istotna dla wywołanej greliną stymulacji uwalniania hormonu wzrostu, natomiast deacylowana grelina w formie des-n-oktaacylowanej jest nieaktywna biologicznie.

## Grelina ludzka i szczurza
Grelina ludzka i szczurza różnią się tylko dwoma podstawnikami aminokwasowymi. Grelina, która jest produkowana i wydzielana w żołądku, ma różne działania regulacyjne w mózgu i obwodowe. Przy podaniu obwodowo lub centralnie gryzoniom grelina powoduje szybki wzrost ilości przyjmowanego pokarmu i przyrost masy ciała, w dodatku zwiększa motorykę i wydzielanie kwasów żołądkowych. Najbliższym homologiem receptora dla greliny jest receptor dla motyliny, która wydzielana jest w podobnych miejscach i również oddziałuje na autonomiczny układ nerwowy. U gryzoni poziom greliny we krwi wzrasta podczas głodzenia, natomiast ulega obniżeniu po podaniu pokarmu lub jego wprowadzeniu do żołądka. Takiego działania nie wywołuje woda. Grelina krążąca we krwi ma znaczne stężenie w surowicy.

## Przyjmowanie pokarmu
Pojedyncze podanie ośrodkowe greliny w dawkach 0,3, 1,5 i 3 nmol na szczura spowodowało znaczący dawkozależny wzrost w ilości przyjmowanego pokarmu 24 godziny po podaniu w porównaniu do kontroli. Najwyższa dawka spowodowała wzrost ilości przyjmowanego pokarmu już w godzinę po podaniu, co pozostaje w zgodzie z wcześniejszymi obserwacjami.

## Uwalnianie serotoniny
Uwalnianie serotoniny jest hamowane przez grelinę, nie ma ona natomiast wpływu na uwalnianie noradrenaliny. Ta ostatnia pobudza przyjmowanie pokarmu poprzez wpływ na receptory α2, natomiast leptyna i IL-1β hamują jej uwalnianie z synaptozomów w podwzgórzu, co może częściowo tłumaczyć anorektyczne działanie leptyny.

## Poziomy greliny
W surowicy dorosłego człowieka znajduje się 100-120 fmol/ml greliny. Oznacza to, że w żołądku grelina nie jest wydzielana do światła przewodu pokarmowego jak inne enzymy, tylko do naczyń krwionośnych. Komórki immunoaktywne dla greliny zostały znalezione również w jelicie cienkim i grubym. Zawartość greliny w OUN jest niska. Za pomocą analizy immunohistochemicznej stwierdzono, że komórki nerwowe zawierające receptory dla greliny znajdują się jedynie w jądrze łukowatym podwzgórza. Rejon ten odpowiada za regulację łaknienia, co może świadczyć o udziale greliny w regulacji tego procesu. Analiza RT-PCR pozwoliła znaleźć grelinę w wielu innych komórkach, np. serca, co może sugerować jej działanie sercowo-naczyniowe. Grelina produkowana jest głównie przez komórki żołądka, jednak w mniejszym stopniu również przez jelita, trzustkę, nerki, łożysko, tarczycę, przysadkę mózgową i podwzgórzu.
Możliwe, że agonisty i antagonisty receptorów dla greliny będą przydatne w leczeniu otyłości i anoreksji. Jest więc ważne, by szczegółowo scharakteryzować również behawioralne działanie tego peptydu. Dlatego podjęto pierwsze próby zbadania przypuszczalnej roli greliny w lęku, zaburzeniach pamięci, ruchu oraz zachowań, stosując różne testy.
Grelina może również antagonizować anorektyczne działanie leptyny poprzez aktywację szlaku receptorowego białka Y/Y1 w podwzgórzu. Poszukiwania odwrotnych agonistów pokazały, że odcinek [D-Arg1,D-Phe5,D-Trp7,9,Leu11] substancji P wykazuje takie działanie, jednak jest ono niespecyficzne, ponieważ oddziałuje również na tachykininę NK1.
Grelina pobudza swoją własną ekspresję na zasadzie sprzężenia zwrotnego dodatniego, a także uwrażliwia komórki na swoją obecność poprzez wzrost ekspresji receptora grelinowego w komórkach docelowych.